# Rose (Brachtpe)
Die Rose ist ein 8,1 km langer, orografisch linker Nebenfluss der Brachtpe. Der Bach fließt vollständig im Gebiet der zum nordrhein-westfälischen Kreis Olpe gehörenden Stadt Drolshagen.

## Geographie

### Verlauf
Die Rose entspringt am nördlichen Ortsrand von Wegeringhausen auf einer Höhe von 438 m ü. NN. 
Zunächst nach Süden abfließend durchquert sie Wegeringhausen. Am südlichen Ortsrand wendet die Rose ihren Lauf nach Südosten, durchfließt Hützemert und anschließend Drolshagen. Am südöstlichen Ortrand von Drolshagen wendet sich die Rose nach Nordosten um sich bei Wenkhausen wieder nach Südosten zu wenden. 
Etwa 1,1 km oberhalb der Mündung wird an einem Wehr Wasser in den Mühlenobergraben der unter Denkmalschutz stehenden Eichener Mühle abgeschlagen. Der Mühlengraben verläuft etwa 800 m parallel zur Rose und mündet in den Mühlenteich oberhalb der Mühle. In diesen Teich wird über einen weiteren Graben Wasser der Brachtpe zugeführt. Während das Wasser früher zum Betrieb der Mühle genutzt wurde, fließt es heute über den Mühlenabfallgraben in die Brachtpe.
Die Rose selbst mündet östlich von Eichen auf 316 m ü. NN in die Brachtpe. Bei einem Höhenunterschied von 122 m beträgt das mittlere Sohlgefälle 15,1 ‰.

### Zuflüsse
Längster Nebenfluss der Rose ist die 5,4 km lange Wormicke. Im Folgenden werden die weiteren Nebenflüsse genannt, wie sie im Gewässerverzeichnis NRW verzeichnet sind.
| Name              | Position [km] | Lage   | Länge [km] | EZG [km²] | MQ [l/s] | Mündungshöhe [m. ü. NN] | DGKZ      |
| ----------------- | ------------- | ------ | ---------- | --------- | -------- | ----------------------- | --------- |
| Hützenau          | 5,793         | links  | 2,4        | 1,82      | 50,23    | 375                     | 2766442 2 |
| Sengenau          | 4,508         | links  | 2,5        | 1,67      | 45,29    | 350                     | 2766442 4 |
| Wormicke          | 3,718         | rechts | 5,4        | 10,99     | 305,68   | 340                     | 2766442 6 |
| Wintersohler-Bach | 1,282         | links  | 3,8        | 6,19      | 170,28   | 323                     | 2766442 8 |